# Getskärs Segelsällskap
Getskärs Segelsällskap, GeSS, är ett segelsällskap i Stora Höga, strax söder om Stenungsund. Getskärs Segelsällskap (GeSS) bildades 1927. Klubben har egen segelskola och en egen regatta kring Pingst - Vårregattan.